# Linum corymbulosum
Linum corymbulosum är en linväxtart som beskrevs av Heinrich Gottlieb Ludwig Reichenbach. Linum corymbulosum ingår i släktet linsläktet, och familjen linväxter. Inga underarter finns listade i Catalogue of Life.